# Williams & Walker

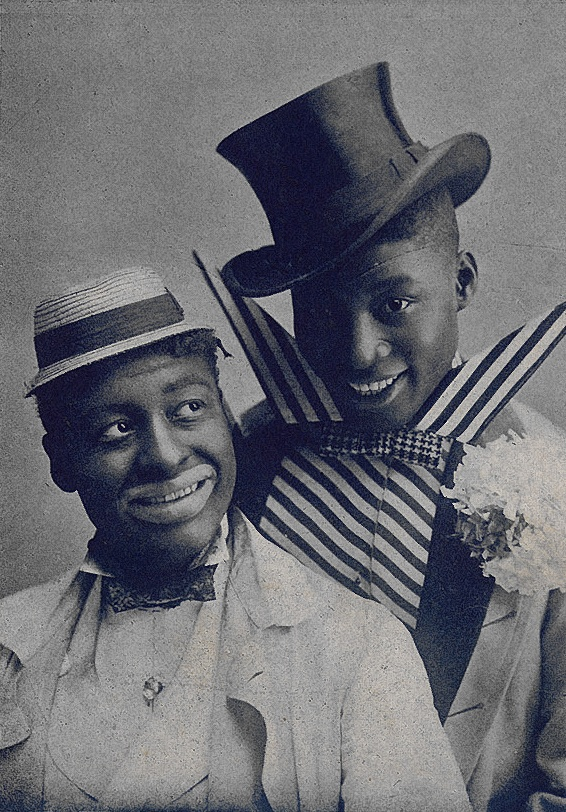
Уильямс (слева) и Уокер на афише мюзикла «I'm a Jonah Man» (1903)

Williams & Walker (рус. Уильямс и Уокер) — эстрадный вокально-танцевальный дуэт афро-американских актёров Берта Уильямса и Джорджа Уокера. Они были двумя самыми известными фигурами времён водевиля и, характерным исключительно для США, жанра Менестрель-шоу. Дуэт фактически положил конец этой спорной форме американского народного театра конца XIX века. Период совместного творчества 1893 — 1911 год (до смерти Уокера).
Williams & Walker стали выдающимся воплощением успеха чернокожих артистов. Они получили как широкое освещение в прессе, так и частые наставления должным образом «представлять расу». Ведущие чернокожие газеты развернули кампании против унизительных стереотипов типа блэкфейс. Уильямс и Уокер понимали их чувства, но им нужно было думать и о своей карьере, многие их зрители белыми. Балансировать между социально-политическими ожиданиями одной части аудитории и художественными запросами другой было сложно.

## Творчество

### Становление образов
Уокер и Уильямс познакомились в 1893 году на гастролях в Чикаго, когда они работали ещё в разных коллективах. Творческий союз сложился практически сразу.
Дуэт Williams & Walker исполняли песенно-танцевальные номера, комические диалоги, сценки и юмористические песни. Они работали в стереотипных водевильных ролях: Уильямс изображал ловкача, а Уокер играл простака, жертву планов Уильямса. Но скоро они обнаружили, что добиваются лучшей реакции, поменяв роли и опровергнув ожидания. Стройный и резкий Уокер со временем превратился в напыщенного денди, в то время как Уильямс играл тупого придурка. Несмотря на свое коренастое телосложение, Уильямс был мастером языка тела и мимики. Обозреватель New York Times писал: «Он держит выражение лица в течение нескольких минут, а когда вдруг меняет его, вызывает смех малейшей гримасой».

### Кекуок

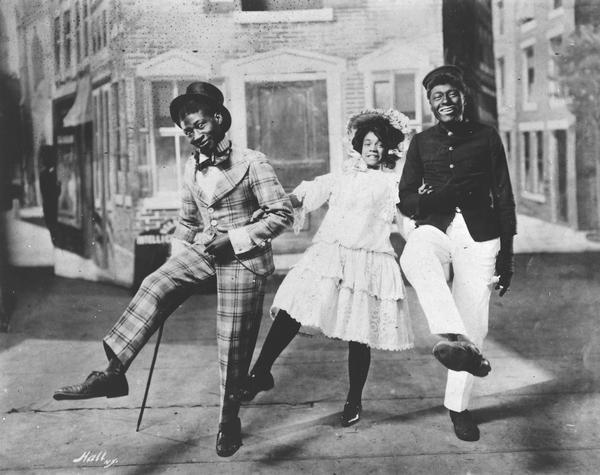
Джордж Уокер, Ада Овертон Уокер и Берт Уильямс исполняют кекуок в постановке «Дагомея» (1903)

Williams & Walker получали хорошие отзывы критиков и смогли обеспечить себе более выгодные предложения. В 1896–1897 годах они были уже ведущими актёрами Koster & Bial's Music Hall, где их энергичная версия негритянского танца Кекуок значительно способствовала его популяризации. Как было принято в то время, пара работала в гриме  блэкфейс, используя жженую пробку. Они называли себя «Двумя настоящими неграми» (англ. Two Real Coons, дословно — енотами, на сленге крайне оскорбительное обозначение темнокожего человека), чтобы отличить своё выступление от белых исполнителей, также выступавших в гриме блэкфейс. Театральный критик Камил Ф. Форбс в книге «Introducing Bert Williams» (2008) писала: «Они поставили под сомнение необходимость дальнейшего существования образа блэкфейс, который с применением жжёной пробки только подчеркивал свою искусственность. В конце концов, темнокожему Уильямсу не нужна была жжённая пробка, чтобы "стать чёрным" Он надевал парик с курчавыми волосами, чтобы скрыть свои и так волнистые волосы. Историк джаза Терри Уолдо отметил многослойную иронию в их программе Кекуок. Пара танцевала так, как белые представляли себе танцы обычных чернокожих. Нарочитая подчёркнутость в это время, наоборот, высмеивала надменность белых, которые высмеивали танец чернокожих. Первоначально этими движениями африканские невольники изображали суетливые манеры белых плантаторов. Williams & Walker заботились также о том, чтобы на своих рекламных фотографиях без грима представить себя безупречно ухоженными и стильно одетыми. Таким образом, они создали контраст между своим реальным поведением и комическими персонажами, которых изображали на сцене. Этот аспект их поступка был настолько двусмысленным, что некоторые чернокожие газеты раскритиковали дуэт за неспособность поднять достоинство своей расы.
Williams & Walker участвовали ещё в нескольких шоу, в том числе «Сенегамбийский карнавал», «Счастливый енот» и «Политики». Их звезда была на подъёме, но они все ещё сталкивались с ограничениями, налагаемых на них белым обществом. В августе 1900 года в Нью-Йорке информация о том, что чернокожий мужчина убил белого детектива, переросла в неконтролируемый бунт. Не подозревая о беспорядках, Уильямс и Уокер вечером покинули театр после выступления и разошлись. Уильямс добрался домой удачно, а Уокера белая толпа вытащила из трамвая и сильно избила.

### «Сыновья Хама» и «Дагомея»

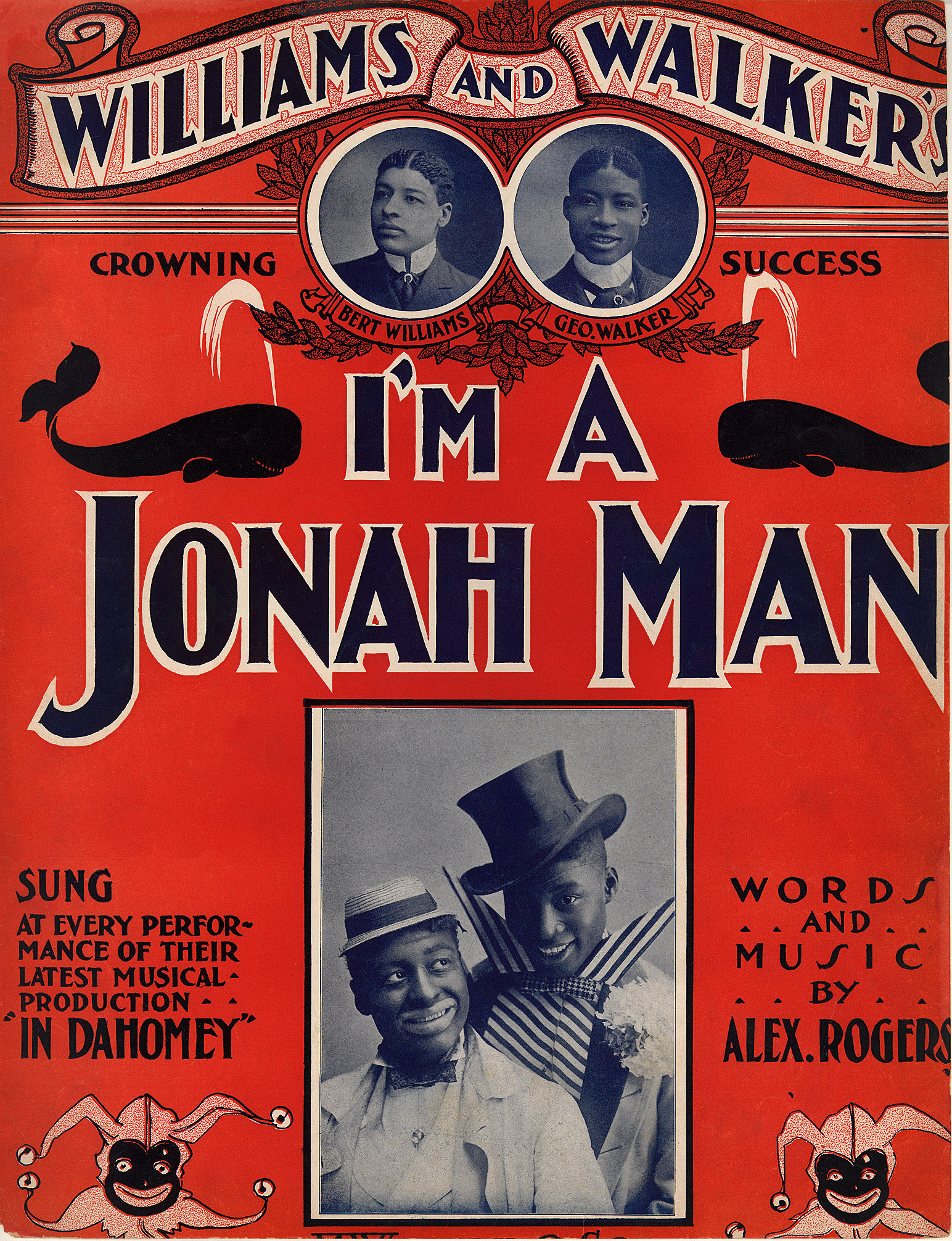
Обложка нотной тетради с мелодиями мюзикла «Дагомея» и его главного хита, песни «Я — Иова»

Осенью 1900 года Williams & Walker добились большого успеха с премьерой музыкального спектакля «Сыновья Хама», фарсом, не включающим в себя ни одного из «чернокожих стереотипов», которые были тогда распространены. Одна из песен шоу, «Мисс Ханна из Саванны», даже затронула классовое разделение внутри чернокожего сообщества. Пара начала переходить от расовых условностей балаганных комиков к более полной, общечеловеческой драматургии в комедии. В 1901 году они записали 13 пластинок для компании Victor Talking Machine. Некоторые из них, такие как The Phrenological Coon (рус. Френологический енот), были стандартным материалом для стилистики блэкфейса, но, например, песенка о постоянном безденежье When It's All Going Out and Nothing Coming In (рус. Когда всё уходит и ничего не приходит) не учитывала расовую принадлежность и стала одной из самых известных песен Уильямса. Другая композиция Уильямса Good Morning Carrie была исполнена многими артистами и стала одним из самых известных хитов 1901 года. В сентябре 1902 года Williams & Walker дебютировали со своим следующим спектаклем «Дагомея» — полнометражным мюзиклом, написанным, поставленным и исполненным полностью чернокожим актёрским составом. Это был еще больший успех. В 1903 году шоу с музыкой композитора Уилла Мэриона Кука и стихами Пола Лоуренса Данбара переехало в Нью-Йорк. Частично основой для спектакля послужила книга 1670 года «Африка», в которой шотландский картограф Джон Огилби проследил историю племён и народов континента. «С помощью этого издания я смог доказать, что каждый носильщик на вокзале является потомком короля», — говорил Уильямс.
Это стало знаковым событием — первый мюзикл такого рода, поставленный в крупном бродвейском театре (но места в зале были всё-таки разделены по цвету кожи). Одна из песен мюзикла «I’m a Jonah Man» (рус. Я — Иона) окончательно определила образ персонажа, которого Уильямс играл чаще всего в своей карьере: медленно говорящую и думающую, жертву жизненных невзгод. «Даже если бы пошёл дождь из супа, — говорил позже Уильямс, — у моего персонажа в руке оказалась бы вилка, и ни одной ложки в поле зрения». Однако Уильямс и Уокер были в восторге от своего прорыва на Бродвее, который произошёл спустя годы после того, как они зарекомендовали себя как прибыльные звезды сцены. Уокер вспоминал: «Несколько лет назад мы танцевали перед публикой в Ист-Сайде. Они хлопали нам, и я крикнул: «Когда-нибудь мы станцуем этот танец на Бродвее!» Они смеялись... Но мы поставили на Бродвее тот же танец».

### «Абиссиния»
Международный успех дуэта сделал их самыми заметными чернокожими исполнителями в мире. Они надеялись превратить эту известность в новую, более сложную и дорогостоящую постановку, которая будет показана в лучших театрах. Продюсеры Уильямса и Уокера возражала против этого проекта, а затем подала на пару в суд, чтобы помешать им привлечь новых внешних инвесторов. Материалы иска показали, что каждый из участников заработал примерно 120 000 долларов с 1902 по 1904 год (по 4,2 миллиона долларов на человека в масштабе цен 2023 года) Иск не увенчался успехом, и Уильямс и Уокер приняли предложение Театра Виктория, главной сцены театра водевиля в Нью-Йорке.

В феврале 1906 года в театре Маджестик состоялась премьера мюзикла «Абиссиния», музыку к которому написал Уилл Марион Кук в соавторстве с Бертом Уильямсом. Шоу, в котором участвовали, в том числе, и живые верблюды, стало еще одним хитом. Некоторые элементы постановки продемонстрировали дальнейшее движение дуэта к большей творческой свободе для чернокожих исполнителей. Шоу также включало в себя намёки на любовную историю, чего раньше никогда не допускали в постановках «чёрной сцены». Уокер сыграл туриста из Канзаса, а его жена Аида — абиссинскую принцессу.  

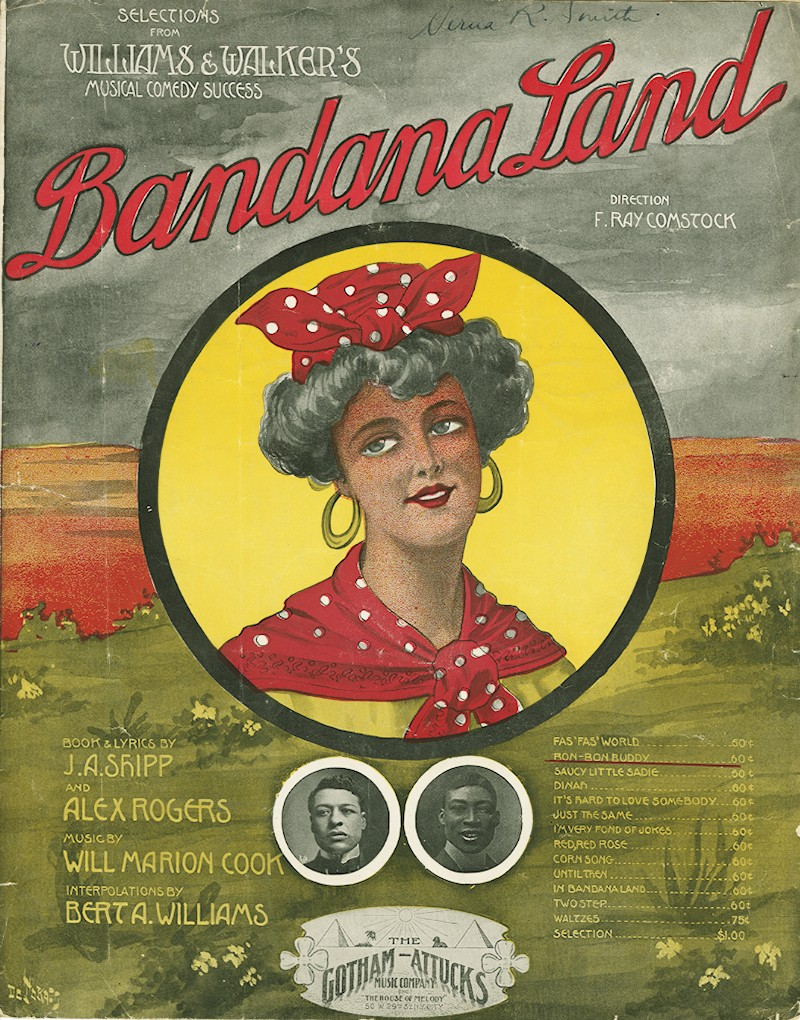
Афиша мюзикла «Земля Банданы» (1907)

Хотя спектакль получил высокую оценку, многие белые критики были недовольны амбициями его актёров. Один критик заявил, что «белые люди могут создать подобное [представление] по настоящему лучше», в то время как газета New York Evening Post сочла, что музыка «временами слишком сложна  и является возвратом к мелодиям плантаций, для "большой оперы" [авторы] не подходят ни по темпераменту, ни по образованию». Джордж Уокер ответил на подобные отзывы, заявив Toledo News-Bee: «Это гниль, этот фарс: бандана, платок на шее и бородавка на лице — вот с чем ассоциируется негритянская актёрская игра. Он [подобный стереотип] должен вымереть, и мы пытаемся его убить».
Уильямс записал многие песни «Абиссинии» на граммофонные пластинки. Одна из них, «Nobody» (рус. Никто, 1905), стала его фирменной темой и песней, по которой его больше всего помнят сегодня. Это печальная и ироничная композиция, наполненная остроумными наблюдениями и прекрасно дополненная доверительным, почти разговорным стилем пения Уильямса.
Уильямс настолько отождествился с этой песней, что был вынужден петь её почти на каждом выступлении до конца своей жизни. Он считал его успех одновременно и благословением, и проклятием. Хит оставался активным в каталоге продаж Колумбии до 1930-х годов, и, по оценкам музыковеда Тима Брукса, было продано от 100 000 до 150 000 копий, очень большое количество для того времени.

### «Земля банданы»
«Земля банданы» (англ. Bandanna Land), также известная как «В стране банданы», — мюзикл 1908 года. Сценарий  был написан Джесси А. Шиппом, слова — Алексом Роджерсом, музыку опять написал в основном Уилл Марион Кук. Постановка продолжила серию хитов дуэта. Там был номер, который вскоре прославил Уильямса — пантомима «Игра в покер». В полной тишине Уильямс имитировал покерную раздачу, и только его выражение лица и язык тела передавали эмоции, когда он рассматривал свою раздачу, реагировал на невидимые действия своих невидимых противников и взвешивал плюсы и минусы повышения или ответной ставки. Позже это стало стандартным элементом в его сольных выступлениях и было записано на пленку компанией Biograph Studios в 1916 году.
Когда Уильямс и Уокер уже играли главные роли в постановке «Земля банданы», драматург Джордж М. Коэн пригласил их появиться на благотворительном вечере. Уолтер К. Келли, известный актёр разговорного жанра, протестовал против этого и призвал других исполнителей отказаться от участия в шоу и не появляться рядом с чернокожими исполнителями. Только двое из приглашённых присоединились к бойкоту Келли.
Это было последнее шоу с участием дуэта Берта Уильямса и Джорджа Уокера. Во время гастрольного тура по США с шоу «Земля банданы» в 1909 году Уокер начал заикаться и страдать от потери памяти. Это были симптомы сифилиса. Он умер 6 января 1911 года в санатории на Лонг-Айленде и был похоронен на кладбище Оук-Хилл в своем родном городе Лоуренс, штат Канзас.

### Жизнь вне сцены
Вне сцены жизнь этих двух мужчин была разной. Оба мужчины столкнулись с крайними проявлениями расизма. Говорят, что расовые предрассудки помогли сформировать карьеру Берта Уильяма, поскольку он основывал свой юмор на универсальных ситуациях, в которых мог оказаться любой из зрителей —. белый или чёрный. Часто белые водевилисты жаловались, что его материал лучше, чем у них. Как комика и автора песен его все любили, однако он часто сталкивался с расизмом даже со стороны ресторанов и отелей, в которых выступал. Уильямс был вынужден выступать с черным макияжем, перчатками и другой одеждой, поскольку он постоянно играл стереотипных чернокожих персонажей. После смерти Уильямса 4 марта 1922 года газета Chicago Defender заявила, что «ни один другой артист в истории американской сцены не пользовался такой популярностью и уважением всех рас и классов театралов, как Берт Уильямс». Джордж Уокер боролся с расизмом, предоставляя место в труппе цветным артистам, что позволило афроамериканцам присутствовать на сцене по всей стране. Джордж Уокер был уважаемым бизнесменом, который отвечал за управление делами компании Walker and Williams — компания, которая принесла им  славу и богатство как на национальном, так и на международном уровне.